# استعاذة
الاستعاذة أو التعوذ هو لفظ يحصل به الالتجاء إلى الله والاعتصام والتحصن به من الشيطان الرجيم. وهي مندوبة وقيل واجبة. يجهر بها في حالة القراءة جهراً في جماعة أو القارئ وسط جماعة يقرؤون، وكان هو المبتدئ ويسر بها في الصلاة في غير ما ذكر من الحالات السابقة.

## الصيغة
- (أعوذ بالله من الشيطان الرجيم)
- (أعوذ بالله السميع العليم من الشيطان الرجيم)

## تعريفها
وهي قول: (أعوذ بالله من الشيطان الرجيم) أي الالتجاء إلى الله وطلب إبعاد وساوس الشيطان عن الإنسان.

## حكمها
الاستعاذة مستحبة عند بدء قراءة شيء من القرآن وقيل واجبة لقول الله عز وجل: ﴿فَإِذَا قَرَأْتَ الْقُرْآنَ فَاسْتَعِذْ بِاللَّهِ مِنَ الشَّيْطَانِ الرَّجِيمِ ۝٩٨﴾ [النحل:98].

## كيفيتها
يجهر بها في المحافل الرسمية ومجالس العلم، وعند الابتداء في القراءة مع جماعة، ويسر بها في الصلاة، وقد اتفق العلماء على أن الاستعاذة ليست من القرآن.
ويوجد صيغ أخرى صحيحة لها منها " أعوذ بالله السميع العليم من الشيطان الرجيم"

## الجهر والإسرار بالاستعاذة

### المواطن التي يستحب فيها الجهر بالاستعاذة
1. إذا كان القارئ يقرأ جهرا بوجود من يستمع له. لأن الجهر بالتعوذ إظهار لشعائر القراءة ومدعاة لإنصات السامع. وإذا أخفي التعوذ لم يعلم السامع بالقراءة إلا بعد أن يفوته من المقروء شيءٌ. وهذا المعنى هو الفارق بين القراءة خارج اصلاة وفي الصلاة، فإن المختار في الصلاة الإخفاء لأن المأموم منصت من أول الإحرام بالصلاة.[4]
2. إذا كان القارئ مع جماعة يقرؤون بالتتابع وكان هو المتبدئ بالقراءة.[5]

### المواطن التي يستحب فيها الإسرار بالاستعاذة
1. إذا كان القارئ يقرأ سرا.
2. إذا كان يقرأ خاليا (منفردا) سواء أقرأ سرا أم جهرا.
3. إذا كان مع جماعة يقرؤون بالتتابع ولم يكن هو المبتدئ بالقراءة.
4. إذا كان في الصلاة سواء أكانت الصلاة سرية أم جهرية، وكان هو فيها إماما أو مأموما أو منفردا.[6]